# 포코펜
포코펜(ポコペン 또는 ぽこぺん)은 '모자라', '시시해', '안 돼', '에비' 등을 뜻하는 일본어 속어이다. 일본군 피진 중국어에서 유래했다. 청일전쟁(清日戦争) 시대부터 사용된 말이기도 하다. 원어는 청나라 시대의 중국어인 불각본(不彀本; 제값을 못한다는 뜻)이 유력하다. 현대 중국어에서는 중국어: 不够本, 병음: búgòuběn 부고우벤[*](불구본)으로 표기한다.
이것이 바뀌어 중국인에 대한 멸시로서 사용되기 시작하였으므로, 일본 대중매체에서는 이를 자주적으로 규제하였다. 예를 들어 만화 『케로로 중사』에서는 포코펜을 지구라는 의미로 사용하고 있는데, 애니메이션 판에서는 이를 페코폰(ペコポン)으로 변경하였다.